# Carol-Eduard Novak
Carol-Eduard Novak (în maghiară Novák Károly Eduárd; n. 28 iulie 1976, Miercurea Ciuc, România) este un ciclist paralimpic rutier și de pistă de etnie maghiară din România. Acesta a câștigat prima medalie pentru România la Jocurile Paralimpice, dar și prima medalie de aur, în cadrul ediției din 2012 de la Londra. Din 2020 până în 2023 a fost ministrul Tineretului și Sportului.

## Carieră
Înainte de a-și începe cariera sportivă ca ciclist, Novak a fost activ ca patinator de viteză timp de zece ani: a câștigat 11 titluri naționale și a stabilit un total de 30 de recorduri românești la nivel juvenil, terminând pe locul 10 la Mondialul de juniori.
În 1996, la doar 20 de ani, a suferit un accident de mașină care a dus la amputarea piciorului drept. Accidentul i-a spulberat visul de a participa la Jocurile Olimpice de iarnă de la Nagano. După o scurtă pauză în cariera sportivă, Novak a început să concureze în competiții de paraciclism în clasa C4, precum și în curse Elite. Devenit profesionist în 2001, realizează primul rezultat major în 2003, prin câștigarea Campionatelor Europene de  Paraciclism de Șosea. Are până în prezent 2 medalii de aur europene. Se descrie ca un „nebun” care se străduiește întotdeauna să fie primul și cel mai bun.
Din 2006, Novak concurează în mod regulat la Campionatele Mondiale de Paraciclism, iar până în 2021, el a câștigat un total de 23 de medalii, din care 5 medalii de aur.
Anul 2008 a marcat primul succes la Jocurile Paralimpice al lui Novak, câștigând medalia de argint în cursa de ciclism rutier de la Beijing (Men's Individual Time Trial LC2), devenind primul român care a câștigat o medalie la JP. Până în prezent, este și singurul campion paralimpic al României. La aceeași ediție, Novak a mai obținut locul patru la cursa de Men's Individual Pursuit LC2 și locul al 30-lea, din 38 concurenți, la cursa de Men's Individual Road Race LC1-2/CP4. Pentru realizările lui, a primit Ordinul de Merit în sport de la președintele României. 
La Jocurile Paralimpice de la Londra, din anul 2012, a câștigat aurul la urmărire individuală, cu timpul de 4:42, după ce în caificări stabilise un nou record mondial de 4: 40.31 minute. În cursa de 24 km individual (Men's Time Trial C4), a terminat al doilea în spatele lui Ježek, principalul său adversar la cursele de ciclism pe pistă, obținând medalia de argint. În cursa de ciclism rutier cu distanța de 80 km (Men's Road Race C4-5), Novak a terminat al optulea, cu 16 secunde în spatele medaliatului cu aur, Yegor Dementyev, și la 3 secunde de un loc de podium. În ambele ediții a fost purtătorul de steag al echipei României. 
Novak concurează și în curse în care participă cicliști fără dizabilități.  În 2012, a câștigat cursa națională de ciclism rutier din România, care a avut loc cu două luni înainte de jocurile paralimpice, un rezultat notabil în condițiile ceilalți concurenți nu au prezentat nici o deficiență. Până în 2018, Carol Eduard Novak a câștigat un total de șapte medalii la campionatele românești de ciclism, clasa Elite: una de argint la cross country, trei de argint și una de bronz la contratimp individual și două medalii de bronz la șosea fond.
Până în 2016, cele trei medalii ale sale au fost, de asemenea, singurele trei medalii paralimpice din România, de la prima participare, cea de la Jocurile Paralimpice de la Heidelberg, în 1972. La ediția din 2016, a terminat al cincilea în cursa de urmărire individuală, al șaselea la contratimp individual și al nouălea în cursa de șosea.
În 2018 Novak a fost nominalizat la Campionatele Mondiale de Paraciclism ca singurul sportiv din România. În 2019, a terminat pe locul al treilea la contratimp individual la Campionatele Mondiale UCI Paracycling Road, iar în 2020 a câștigat argint la urmărire individuală și bronz la contratimp, clasându-se pe poziția a treia la general, la finalul competiției, la Campionatele Mondiale de Paraciclism pe Pistă de la Milton (Canada).
Carol Eduard Novak a studiat Dreptul și a fondat și condus o companie pentru fabricarea de dispozitive protetice. A înființat echipa de ciclism Tusnad Cycling Team, care se numește Team Novak din 2018 și a fost unul dintre inițiatorii competiției de ciclism rutier Turul Ținutului Secuiesc, în anul 2008. În 2017 a înființat, de asemenea, Academia de Ciclism Novak, pentru tinerii cicliști. 
Din 2013 până în 2020 a fost președintele Federației Române de Ciclism, fiind și vicepreședinte al Uniunii Cicliste Balcanice și membru al Uniunii Cicliste Internaționale (UCI). A fost ministrul Tineretului și Sportului în guvernele Cîțu și Ciucă, între 23 decembrie 2020 și 15 iunie 2023.
La Jocurile Paralimpice de la Tokyo 2020, a câștigat medalia de argint la urmărire individuală 4000 m pe velodrom, categoria C4, cu timpul de 4:31.212 minute.

## Palmares

### Jocurile Paralimpice
- 2008:  - contratimp LC2 - pe șosea
- 2012:  - urmărire C4 - pe pistă
- 2012:  - contratimp C4 - pe șosea
- 2020:  - urmărire C4 - pe pistă

### Campionate Mondiale
- 2006:  - Campionatele Mondiale de Paraciclism de la Aigle - Elveția, proba de Contratimp, Șosea
- 2007:  - Campionatele Mondiale de Paraciclism de la Bordeaux - Franța, proba de Fond, Șosea
- 2009:  - Campionatele Mondiale de Paraciclism de la Bogogno - Italia, proba de Contratimp individual, Șosea
- 2009:  - Campionatele Mondiale de Paraciclism (Șosea) de la Bogogno - Italia, proba de Fond, Șosea
- 2009:  - Campionatele Mondiale de Paraciclism (Pistă) de la Manchester - Marea Britanie, proba de 1 km
- 2009:  - Campionatele Mondiale de Paraciclism (Pistă) de la Manchester - Marea Britanie, proba de 4 km
- 2011:  - Campionatele Mondiale de Paraciclism (Pistă) de la Montichiari - Italia, proba de Urmărire 4 km
- 2011:  - Campionatele Mondiale de Paraciclism (Șosea) de la Roskilde - Danemarca, proba de Contratimp individual
- 2011:  - Campionatele Mondiale de Paraciclism (Șosea) de la Roskilde - Danemarca, proba de Fond
- 2012:  - Campionatele Mondiale de Paraciclism (Pistă) de la Los Angeles - SUA, proba de Urmărire 4 km
- 2012:  - Campionatele Mondiale de Paraciclism (Pistă) de la Los Angeles - SUA, proba de Contratimp 1 km
- 2013:  - Campionatele Mondiale de Paraciclism (Șosea) de la Baie Comeau - Canada, proba de Contratimp
- 2013:  - Campionatele Mondiale de Paraciclism (Șosea) de la Baie Comeau - Canada, proba de Fond
- 2014:  - Campionatele Mondiale de Paraciclism (Pistă) de la Aquascalientes - Mexic, proba de Urmărire 4 km
- 2015:  - Campionatele Mondiale de Paraciclism (Pistă) de la Apeldoorn - Olanda, proba de Urmărire 4 km
- 2015:  - Campionatele Mondiale de Paraciclism (Șosea) de la Notwill - Elveția, proba de Fond
- 2019:  - Campionatele Mondiale de Paraciclism (Șosea) de la Emmen - Olanda, proba de Contratimp Individual
- 2020:  - Campionatele Mondiale de Paraciclism (Pistă) de la Milton - Canada, proba de Urmărire 4 km
- 2020:  - Campionatele Mondiale de Paraciclism (Pistă) de la Milton - Canada, proba de Contratimp 1 km
- 2020:  - Campionatele Mondiale de Paraciclism (Pistă) de la Milton - Canada, proba de Omnium

### Campionate Europene
- 2003:  - Campionatele Europene de Paraciclism (Șosea) de la Teplice - Cehia, proba de Fond
- 2005:  - Campionatele Europene de Paraciclism (Șosea) de la Alkmaar - Olanda, proba de Fond

### Campionate Naționale
- 2003:  - Campionatul Național de Contratimp
- 2009:  - Campionatul Național de Contratimp